# Julia Sevilla Muñoz
Julia Sevilla Muñoz, nacida en Vélez-Málaga (provincia de Málaga) en 1960, es filóloga, paremióloga y traductora española. Profesora, desde 1985, en la Universidad Complutense de Madrid (UCM), es Doctora en Filología Francesa y catedrática en Traducción e Interpretación y ha publicado numerosos trabajos, en particular sobre Lingüística aplicada y Paremiología. Creadora en 1993 y directora de la revista Paremia, desde su creación hasta 2016.

## Labor investigadora en el campo de la paremiología
Julia Sevilla Muñoz está considerada como uno de los investigadores impulsores de la Paremiología moderna, en tanto que disciplina lingüística. La principal línea investigadora de Julia Sevilla se centra en el estudio de los refranes y demás enunciados breves y sentenciosos desde un método comparado, tomando como lengua de partida el español. Considerando el término paremia, el archilexema de los enunciados breves y sentenciosos, elaboró una clasificación y definición de tales enunciados, utilizando como criterio combinar el origen anónimo o conocido de estas unidades lingüísticas estables con su uso ya sea preferentemente culto ya sea preferentemente popular. Ha desarrollado, en colaboración con Manuel Sevilla, una serie de técnicas y estrategias para la búsqueda de correspondencias paremiológicas: técnica actancial, temática, sinonímica e hiperonímica.
Entre sus maestros, se encuentran el lingüista y francesista Jesús Cantera Ortiz de Urbina, el romanista Pedro Peira Soberón y el teórico y práctico de la traducción Valentín García Yebra. Ha colaborado y colabora con prestigiosos especialistas en distintas áreas de conocimiento, como Louis Combet (Universidad de Lyon, Francia), Gotzon Garate (Universidad de Deusto-Bilbao), Carlos Alberto Crida Álvarez (Universidad Nacional y Kapodistríaca de Atenas, Grecia), Ines Ravasini (Universidad de Bari, Italia), André Gallego y Françoise Cazal (Universidad de Toulouse, Francia), Claude Buridant (Universidad de Estrasburgo, Francia), Marie-Sol Ortola (Universidad de Lorraine, Francia), Antonio Pamies Bertrán (Universidad de Granada), Maribel González Rey (Universidad de Santiago de Compostela), M.ª I. Teresa Zurdo Ruiz-Ayúcar (Universidad Complutense de Madrid), Hasmik Baghdasaryan (Universidad de Ereván, Armenia).
Creadora de los primeros equipos españoles de investigación paremiológica, es responsable del Grupo de Investigación UCM 930235 Fraseología y Paremiología (PAREFRAS) y una de las principales artífices de la red de grupos de investigación fraseológica y paremiológica existente actualmente. Junto con M.ª I. Teresa Zurdo Ruiz-Ayúcar (desde su creación hasta octubre de 2021), ha coordinado el Refranero multilingüe, (lo coordina en la actualidad con Salud Jarilla Bravo) base de datos que se puede consultar en la página web del Centro Virtual Cervantes. Asimismo, crearon y coordinaron juntas hasta octubre de 2021 (desde entonces es la coordinadora) la Biblioteca fraseológica y paremiológica. Coordinadora principal del único Programa de Doctorado sobre Fraseología y Paremiología (2004-2016), también ha sido coordinadora del Doctorado en Estudios Franceses de la Universidad Complutense de Madrid, Doctorado que obtuvo la Mención de Excelencia en 2011 y está acreditado por la ANECA. Asimismo, concede mucha importancia a la formación de jóvenes investigadores, como se aprecia en el elevado número de trabajos de investigación dirigido (tesis doctorales, tesinas, Deas, TFM, TFG,...)
Paremia  es la primera y hasta la fecha la única revista española dedicada a los enunciados sentenciosos, y la segunda del mundo, tras Proverbium (Universidad de Vermont, Estados Unidos).

### Obra paremiológica y traductológica
De sus numerosas publicaciones, cabe destacar las ediciones de refraneros, principalmente, medievales y del siglo XVI en colaboración con Jesús Cantera Ortiz de Urbina (p. ej.:Seniloquium) o Louis Combet, así como el libro Pocas palabras bastan (Salamanca, 2002), el primer ensayo del refrán español desde sus orígenes hasta nuestros días, elaborado con Jesús Cantera. Como traductora, sobresalen las traducciones de tres obras muy relevantes para la Filosofía (Tratado de la argumentación, de Chaïm Perelman y Lucie Olbrechts-Tyteca. Madrid: Gredos, 1989), la Lingüística (La argumentación en la lengua, de Jean-Claude Anscombre y Oswald Ducrot. Madrid: Gredos, 1994; en colaboración con Marta Tordesillas) y la Traducción (La traducción científico-técnica, de Jean Maillot. Madrid: Gredos: 1997, prologado por Valentín García Yebra).